# Boy A
Boy A är en brittisk dramafilm från 2007 i regi av John Crowley, efter ett manus av Mark O'Rowe, baserat på romanen med samma namn från 2004 av Jonathan Trigell. Huvudrollen spelas av Andrew Garfield, hans långfilmsdebut.
Filmen hade världspremiär vid Toronto International Film Festival den 8 september 2007. I Storbritannien hade den premiär som TV-film, den 26 november 2007 på Channel 4. I USA hade den premiär på bio den 23 juli 2008.

## Rollista
- Andrew Garfield – Jack Burridge
  - Alfie Owen – Eric Wilson (Jack Burridge som ung)
- Peter Mullan – Terry
- Siobhan Finneran – Kelly
- Victoria Brazier – läraren
- Skye Bennett – Angela Milton
- Taylor Doherty – Philip Craig
- Jeremy Swift – Dave
- Shaun Evans – Chris
- Katie Lyons – Michelle
- James Young – Zeb
- Anthony Lewis – Steve